# Evenimentul din estul Mediteranei (2002)
Evenimentul din estul Mediteranei a fost o explozie aeriană cu energie mare deasupra mării Mediteranei, în apropriere de 34°N 21°E (între Libia și Creta), pe 6 iunie 2002. Această explozie, asemănătoare cu o bombă nucleară de mică dimensiune, a fost legată de un asteroid ce se apropria de Pământ. Obiectul s-a dezintegrat și nici o parte nu a fost recuperată. Pentru că nu a atins suprafață și a explodat deasupra mării, nu s-a format nici un crater.
Evenimentul a avut loc în timpul impasului indo-pakistanez din 2001-2002, existând preocupări ale generalului Simon Worden al US Air Force care a explicat că o explozie similară ar fi putut declanșat un război nuclear între cele două țări, dacă ar fi explodat peste Pakistan sau India, devastând ambele state și provocând peste 10 milioane de morți.

## Legături externe
- SpaceRef.com Arhivat în 12 octombrie 2009, la Arhiva Web Portugheză
- Abob.libs.uga.edu Arhivat în 10 mai 2013, la Wayback Machine.
- News.BBC.co.uk